# Carol Potter
Carol Potter (New York, 21 maggio 1948) è un'attrice statunitense, conosciuta soprattutto per il ruolo di Cindy Walsh nel serial Beverly Hills 90210. Il suo personaggio apparve regolarmente nello show dal 1990 al 1995. In seguito è comparsa in numerosi altri telefilm come NYPD Blue, JAG, Crossing Jordan e Providence.

## Filmografia parziale
- F.B.I. oggi (Today's F.B.I.) – serie TV, 17 episodi (1981-1982)
- Autostop per il cielo (Highway to Heaven) – serie TV, episodio 3x15 (1987)
- Beverly Hills 90210 – serie TV, 146 episodi (1990-1998)
- BH90210 – serie TV, episodio 1x03 (2019)